# 出水憲
出水 憲（いずみ けん、1943年3月2日 - ）は、日本の俳優。旧芸名は出水 憲司。鹿児島県出身。身長172cm、体重72kg。血液型はA型。日本芸能センター所属。60年代後半から70年代にかけては、悪役での出演が非常に多かった俳優である。

## 来歴・人物
鹿児島県立出水高等学校卒業。高校時代、柔道で国体に出場。高校卒業後、富士製鐵入社。その後、俳優養成所を経て、映画デビュー。
テレビ・ドラマは、出水憲司として『仮面の忍者赤影』、『風』、『燃えよ剣』、『水戸黄門』、『大岡越前』、『暴れん坊将軍』、『必殺仕事人』など多数の時代劇などに出演。その後、出水憲司から出水憲に改名した。役どころは概ね悪役もしくはその配下の場合が多いが、21世紀になってからは善人役を演じることも多い。
現在は、『暴れん坊将軍』で長年共演した北島三郎の舞台などに出演。

## 主な出演作

### テレビドラマ
- 新吾十番勝負（1966 - 1967年、TBS / 松竹テレビ室）
  - 第13話「危機一発」- 虎
  - 第27話「剣に花を」- 村沢右近
- 仮面の忍者赤影（1967年、KTV）
  - 第35話「梟怪獣ガッポ」
  - 第36話「忍法石仏」 -伊賀忍者・隠の半兵衛
  - 第40話「魔風忍者の来襲」
  - 第41話「鎧怪獣グロン」
  - 第42話「忍法はがね鞭」 -飛騨忍者・黒影
- 風（1967年、TBS）
  - 第3話「王手飛車とり」
  - 第31話
- 銭形平次（CX / 東映）
  - 第75話「お妻あわれ」（1967年） - 弥太
  - 第100話「隠密有情」（196８年） - 鬼塚刑部
  - 第143話「いれずみ者」（1969年） -  遊び人椋十
  - 第154話「闇夜の短筒」（1969年） - 勘造
  - 第205話「捕物供養」（1970年） - 鉄五郎
  - 第222話「牢奉行失踪」（1970年） - 土川周馬
  - 第236話「人情迷子石」（1970年） - 権次
  - 第249話「幻の遺言状」（1971年） - 宇多八
  - 第259話「七年目の十手」（1971年） - 郷田
  - 第277話「狼が死ぬとき」（1971年） - 不動の弥七
  - 第285話「八丁堀の女」（1971年） - 勘八
  - 第303話「洲崎弁天横丁」（1972年） - 池松
  - 第317話「中山道地獄坂」（1972年） - 常八
  - 第340話「中之郷地獄部屋」（1972年） - 羅漢の又八
  - 第34６話「悪徳同心」（1972年） - 藤巻典膳
  - 第355話「地獄を告げる鐘」（1973年） - 仙太
  - 第366話「罠にはまった道行」（1973年） - 仙八
  - 第392話「泥に咲いたまごころ」（1973年） - 文吉
  - 第416話「死神が子を招く」（1974年） - 浪人
  - 第430話「片袖の女」（1974年） - 半三
  - 第470話「甲州獄門坂」（1975年） - 蛬七
  - 第487話「鬼の棲む町」（1975年）- 源造
  - 第529話「死神参上」（1976年）- 須藤弥五郎
  - 第551話「花と泥」（1976年）- 黄八
  - 第557話「みそっかすの唄」（1977年）- 勘助
  - 第606話「紀州の子守唄」（1978年）- 与吉の手下
  - 第623話「鶴吉の掟」（1978年）- 辰
  - 第638話「なみだ橋」（1978年）- 寺崎堂馬
  - 第641話「生きる」（1978年）- 弥蔵
  - 第660話「迷い橋・想い川」（1979年）- 十六夜左文字
  - 第716話「娘岡っ引きが通る」（1980年）- 伝八
  - 第796話「初恋の罠」（1982年）- 玄蔵の子分
  - 第808話「平次 初恋の人」（1982年）- 銀蔵
  - 第854話「許されざる者」（1983年）- 源蔵
- 待っていた用心棒（1968年、NET）
  - 第5話「湯島裏の女」
  - 第19話「同志たちの夜」
- 帰って来た用心棒（1968年 - 1969年、NET）
  - 第11話「弦月の下」
  - 第16話「夜に消えた」
- 燃えよ剣（1970年、NET / 東映） - 平山五郎
- 素浪人 花山大吉（NET / 東映）
  - 第82話「星も泣いてる夜だった」（1970年）
  - 第95話「興奮しただけ無駄だった」（1970年）
- 新三匹の侍（1970年、CX / 松竹）
  - 第9話「巡礼女の唄が聞える」 - 弥作
  - 第13話「何処へ行くのか獣道」 - 宮田
- 遠山の金さん捕物帳（NET）
  - 第15話「こんど殺される男」（1970年）- 浪人
  - 第38話「飛び出した女」（1971年）- 九紋竜
  - 第43話「駆け落ちした女」（1971年）- 人足
  - 第60話「わらべ唄に狂う女」（1971年）- 利助
  - 第68話「泥棒志願の男」（1971年）- 竹造
  - 第84話「三ん下を男にした女」（1972年）- 弥十
  - 第85話「さらわれた女」（1972年）- 源十郎
  - 第112話「競馬に恋を賭けた女」（1972年）
  - 第132話「白州で歌った男」（1973年）
  - 第148話「殺しを引受けた女」（1973年）
  - 第162話「緋桜が惚れた男」（1973年）
- プレイガール 第134話「東京が駄目なら京都の恋で」 （1971年、12ch/東映） - 下村(演：五味竜太郎)の子分
- 千葉周作 剣道まっしぐら 第29話「あっぱれ おやじ剣法」（1971年、TBS）- 進藤兵部
- 紫頭巾 第2話「御用船炎上」（1972年4月13日、12ch / 松竹）
- 大岡越前（TBS / C.A.L）
  - 第3部
    - 第1話（1972年6月12日） - 浪人
    - 第16話「殺しの長脇差」（1972年10月2日） - 仙太郎

  - 第4部 第5話「艶ぼくろの女」（1974年11月4日）- 梅鉢の子分
  - 第8部 第19話「闇夜に咲いた魔性の女」（1984年11月26日）
  - 第9部
    - 第19話「義賊つむじ風の仇討ち」（1986年3月3日） - 早川
    - 第26話「吉宗暗殺仇討ちの陰謀」（1986年4月21日）

  - 第12部 第15話「裏切り女房の偽証言」（1992年1月27日）
  - 第13部 第1話「大岡越前」（1992年11月16日） - 蓮田源四郎
- 世なおし奉行（NET / 東映）
  - 第19話「黒い街道」（1972年8月10日）
  - 第21話「黄金の罠」（1972年8月24日）
  - 第26話「無法の町」（1972年9月21日）
- 江戸を斬る シリーズ（TBS / C.A.L）
  - 江戸を斬る 梓右近隠密帳
    - 第6話「曲垣流霞隠れ」（1973年）
    - 第14話「忠長卿謀反」（1973年）
    - 第26話「対決」（1974年）

  - 江戸を斬るII 第10話「恐怖の罠」（1976年）- 洲走りの伝次
  - 江戸を斬るIII
    - 第8話「盗まれた入牢証文」（1977年）- 子分
    - 第24話「殺しの疑惑」（1977年）- 筆頭役人
    - 第25話「掠奪された御用金」（1977年）- 弥右衛門の手下

  - 江戸を斬るV
    - 第20話「母恋しぐれ」（1980年）- 道助
    - 第23話「人情がまの油売り」（1980年）- 浦沢又八郎

  - 江戸を斬るVII 第12話「裏切り盗っ人仁義」（1987年）
- 必殺シリーズ（ABC / 松竹）
  - 必殺仕掛人 第16話「命かけて訴えます」」（1973年） - 侍 松井
  - 必殺仕置人
    - 第2話「牢屋でのこす血のねがい」 - 河津
    - 第18話「備えはできたいざ仕置」（1973年） - 五助
    - 第23話「無理を通して殺された」（1973年）- 同心
    - 第26話「お江戸華町未練なし」（1973年） - 同心 小林

  - 助け人走る
    - 第1話「女郎大脱走」（1973年） - 助十
    - 第13話「生活大破滅」（1974年） - 岡田
    - 第19話「世情大不安」（1974年） - 飯沼
    - 第29話「地獄大搾取」（1974年） - 加平

  - 暗闇仕留人
    - 第8話「儲けて候」（1974年） - 長次郎
    - 第16話「間違えて候」（1974年） - 麻布拳
    - 第22話「怖れて候」（1974年） - 金八

  - 必殺必中仕事屋稼業 第15話「大当りで勝負」（1975年4月11日） - 多十
  - 必殺仕置屋稼業
    - 第2話「一筆啓上罠が見えた」（1975年） - 浪人
    - 第12話「一筆啓上魔性が見えた」（1975年） - 参造
    - 第25話「一筆啓上不倫が見えた」（1975年） - 同心

  - 必殺仕業人 第15話「あんたこの連れ合いどう思う」（1976年） - 岡っ引
  - 必殺からくり人 第12話「鳩に豆鉄砲をどうぞ」（1976年） - 花井虎一
  - 必殺からくり人・血風編
    - 第3話「怒りが火を吹く紅い銃口」（1976年） - 密偵
    - 第8話「帰らぬ愛に泣く紅い旅」（1976年） - 大岡

  - 新・必殺仕置人
    - 第3話「現金無用」（1977年） - 宇之吉
    - 第12話「親切無用」（1977年） - 同心
    - 第15話「密告無用」（1977年） - 同心
    - 第31話「牢獄無用」（1977年8月19日） - 囚人

  - 翔べ! 必殺うらごろし
    - 第1話 「仏像の眼から血の涙が出た」（1978年） - 彦市
    - 第12話「木が人を引き寄せて昔を語る」（1979年） - 服部鬼十郎

  - 必殺商売人（1978年）
    - 第15話「証人に迫る脅しの証言無用」 - 常吉
    - 第22話「殺した奴をまた殺す」 - 伝兵衛

  - 必殺仕事人
    - 第5話「三十両で命が買えるか?」（1979年） - 岩造
    - 第23話「渡る世間は鬼ばかりか!?」（1979年） - 完治
    - 第64話「崩し技真偽友禅染め落し」（1980年） - 田山
    - 第71話「絞り技一揆助命脳天突き」（1980年）- 阿部重之助

  - 新・必殺仕事人
    - 第8話「主水端唄で泣く」（1981年） - 伴次
    - 第52話「主水つゆ支度する」（1982年） - 作間

  - 特別編必殺仕事人 恐怖の大仕事 水戸・尾張・紀伊（1981年） - 西川清兵衛
  - 必殺仕舞人 第2話「さんさ時雨は涙雨 -仙台-」（1981年） - 石母田隼人
  - 新・必殺仕舞人
    - 第8話 「その手は桑名の焼蛤」（1982年） - 岩蔵

  - 必殺仕事人III
    - 第17話「花嫁探しをしたのは勇次」（1983年） - 御納戸頭・駒井十之進
    - 第30話「スギの花粉症に苦しんだのは主水」（1983年） - 権六(ＥＤでは権元と表記)

  - 必殺渡し人 第7話「お化け屋敷で渡します」（1983年） - 同心
  - 必殺仕事人IV 第3話「主水老人問題を考える」（1983年） - 役人佐賀
  - 必殺仕切人
    - 第3話「もしもお江戸にピラミッドがあったら」（1984年） - 石上
    - 第12話「もしも江戸が厳戒態勢に入ったら」（1984年） - 宅間

  - 必殺橋掛人 第2話「佃島のおとめ魚を探ります」（1985年） - 銀次
  - 必殺仕事人V・激闘編
    - 第9話「せん、むこ殿をイビる」（1986年） - 水島弥二郎
    - 第24話「主水、上方の元締と決闘する」（1986年） - 兆治

  - 必殺まっしぐら! 第10話「相手は草津温泉の乗っ取り男」（1986年10月17日） - 香山角三郎
  - 必殺仕事人V・旋風編 第8話「主水、コールガールの仇をうつ」（1987年） - 繁蔵
  - 必殺仕事人V・風雲龍虎編 第19話「主水ひとりぼっち」 （1987年） - 岡部十郎太
  - 必殺仕事人・激突! 第10話「主水、出勤日数をごまかす」（1991年）
- いただき勘兵衛旅を行く（NET / 東映）
  - 第13話「血気が一気に消えたとさ」（1974年） - 脇村
  - 第22話「ご落胤が仇だとさ」（1974年） - 浪人・西野
- 水戸黄門（TBS / C.A.L）
  - 第4部 第26話「黄金の誘惑 -白石-」（1973年7月16日） - 役人
  - 第5部
    - 第10話「恋にかける天の橋立 -宮津-」（1974年6月3日） - 勘助の子分
    - 第24話「二人の御老公 -佐賀-」（1974年9月14日） - 浪人

  - 第6部
    - 第11話「黄門さまの縁むすび -出雲-」（1975年6月9日）- 伝次配下の忍び
    - 第22話「父恋し伊勢参り ‐伊勢‐」（1975年8月25日） - 駕籠屋
    - 第27話「箱根の山は天下の嶮 -箱根-」（1975年9月29日）- 茂十

  - 第7部
    - 第1話「水戸から消えた黄門さま -水戸・白河-」（1976年5月24日）- 白坂屋の子分
    - 第7話「帰って来た南部駒 -八戸-」（1976年7月5日）- 茂平次
    - 第13話「泣くなわらしっこ -秋田-」（1976年8月16日）- 船乗り

  - 第8部
    - 第4話「黄門さまに似た男 -沼津-」（1977年8月8日） - 役人
    - 第27話「熱湯に浸った悪い奴 -別府-」（1978年1月16日） - 役人

  - 第9部
    - 第3話「狐が唄った相馬盆唄 -相馬-」（1978年8月21日） - 役人
    - 第17話「越前めおと奉書 ‐福井‐」（1978年11月27日） ‐ 惣助の子分
    - 第25話「黄門さまの天狗退治 -館林-」（1979年1月22日） - 川原甚内
    - 第27話「三国一の嫁騒動 -水戸-」（1979年2月5日）  - 役人

  - 第10部
    - 第9話「三人の無法者 -新城-」（1979年10月8日） - 辰造
    - 第17話「御老公を暗殺せよ!! -彦根-」（1979年12月3日） - 役人

  - 第11部 第3話「悲願を賭けた砲術くらべ -米沢-」（1980年9月1日）- 番士
  - 第12部
    - 第22話「秘伝の薬で悪退治 -富山-」（1982年1月25日） - 役人
    - 第24話「白いお髯の大親分 -追分-」（1982年2月8日） - 役人

  - 第14部 第20話「仇を討たれに来た男 -新発田-」（1984年3月12日） - 加納
  - 第15部
    - 第16話「弥七に似ていた風来坊 -広島-」（1985年5月13日） - 矢野左太夫
    - 第22話「悲願叶えた火焔剣 -三日月-」（1985年6月24日） - 浜田藩士
    - 第34話「女壺振り 仇討ち悲願 -松井田-」（1985年9月16日） - 役人

  - 第16部
    - 第2話「闇に仕掛けた皆殺しの罠 -府中-」（1986年5月5日） - 役人
    - 第11話「浪速男のド根性 -大坂-」（1986年7月7日） - 三浦
    - 第29話「鬼面に隠れた忠義の心 -盛岡-」（1986年11月10日） - 山口喜一郎
    - 第32話「剣が知ってた暗殺の罠 -仙台-」（1986年12月1日）- 役人

  - 第17部
    - 第2話「血染めの直訴状 -八王子-」 （1987年8月31日） - 役人
    - 第16話「命がけの親子再会 -宇和島-」（1987年12月14日） - 鬼丸
    - 第19話「悪を懲らした石見神楽 -浜田-」 - 三村

  - 第18部
    - 第3話「黄門様が用心棒 -粕壁-」（1988年9月26日） - 代官所手代
    - 第9話「悪計暴いた白頭巾 -諏訪-」（1988年11月7日）  - 役人
    - 第26話「怨念渦巻く祭の宿 -豊川-」（1989年3月13日） - 有田

  - 第19部
    - 第8話「過去を背負った男 -新庄-」（1989年11月13日） - 奉行所役人
    - 第16話「鬼が巣喰う金の山 -佐渡-」（1990年1月15日） - 役人

  - 第20部
    - 第11話「陰謀渦巻く高松城 -高松-」（1991年1月21日） - 高松藩士 野崎
    - 第17話「秘伝盗みの弟子修行 -唐津-」（1991年3月4日） - 田島
    - 第22話「酔いどれ幸助涙の仇討ち -鹿児島-」（1991年4月8日） - 勘定方支配
    - 第35話「偽者亭主の親孝行 -松本-」（1991年7月8日） - 佐伯新兵衛
    - 第38話「呑ん兵衛医者の秘密 -酒田-」（1991年7月29日） - 役人
    - 第39話「八兵衛そっくりお殿様 -久保田-」（1991年8月5日） - 近習頭 日下
    - 第45話「娘馬子仇討ち悲願 -福島-」（1991年9月16日） - 侍

  - 第21部
    - 第1話「悪鬼が巣喰う岡崎城 -水戸・岡崎-」（1992年4月6日） - 役人
    - 第26話「鬼が仕組んだ姥捨山 -善光寺-」（1992年9月28日） - 竹田善八

  - 第22部
    - 第28話「響け正義の御陣乗太鼓 -輪島-」（1993年11月22日） - 大沢
    - 第36話「花のお江戸の大掃除 -江戸-」（1994年1月24日） - 涌井左近

  - 第23部
    - 第5話「涙でついた母の嘘 -追分-」（1994年8月29日） - 関所奉行
    - 第32話「酒にのまれて人殺し -兵庫-」（1995年3月20日） - 役人

  - 第24部
    - 第3話「恋しい人は凶状持ち -駿府-」（1995年10月2日） - 秋本修理
    - 第22話「冤罪晴らす復讐の刃 -敦賀-」（1996年2月19日） - 番頭

  - 第25部 第14話「飛猿が恋をした -岡山-」（1997年3月31日） - 津田源蔵
  - 第28部
    - 第4話「風雲渦巻く駿府城! -江尻・駿府-」（2000年4月3日） - 山田
    - 第13話「哀しきゴマスリ出世道 -桑名- 」（2000年6月5日）  - 磯貝伝兵衛

  - 第39部 第1話「青空、恋空、江戸の空いざ旅立ち! -水戸・江戸-」（2008年10月13日） - 女衒
  - 第40部 第10話「赤い恐怖! 心の叫び -久保田-」（2009年10月12日） - マタギ・作造
  - 第43部 第11話「命守った婆さんの知恵 -知立-」（2011年9月19日） - 喜助
- ご存知遠山の金さん （NET）
  - 第2話「千両富に穴があった」（1973年）
  - 第49話「島帰りの拾いもの」（1974年）
- 影同心シリーズ（MBS / 東映）
  - 影同心 第12話「花も恥じらう殺し節」（1975年） - 金太
  - 影同心II 第6話「正体みたり枯尾花」（1975年） - 儀造
- ご存じ金さん捕物帳 第18話「謎の煙提灯」（1975年、NET）
- 遠山の金さん 杉良太郎版 （NET→ANB/東映）
  - 第１シリーズ
    - 第7話「その錠を破れ!!」（1975年）
    - 第61話「浪花の仇を江戸で討て!」（1976年）- 彦坂甚九郎
    - 第80話「八丁堀佐渡情話」（1977年） -坂下の仙蔵
    - 第92話「雷雨の中の女」（1977年）-南町同心

  - 第2シリーズ
    - 第16話「命ぎりぎり夫婦花」（1979年） - 勝蔵
- お耳役秘帳 （1976年、KTV / 歌舞伎座テレビ）
  - 第5話「俺は天下のお耳役」 - 秋山省五郎
  - 第12話「情のかけ橋を渡れ」 - 伊藤
  - 第24話「どうせこの世は怨み花」 - 手下
- 新・座頭市 第1シリーズ 第19回「越後から来た娘」（1977年2月18日、CX）
- 風鈴捕物帳 第4話「血染めの贋小判」（1978年、ANB / 東映）
- 暴れん坊将軍シリーズ（ANB / 東映）
  - 吉宗評判記 暴れん坊将軍
    - 第8話「黒い十手を握る男」（1978年） - 同心
    - 第30話「裏切り御免!」（1978年） - 黒田伝兵衛
    - 第38話「黒潮の渦を斬る女」（1978年） - 剣一角
    - 第52話「失脚!大岡越前守」（1979年） - 下山勘兵衛
    - 第70話「三万石よりどじょう鍋」（1979年） - 秋田
    - 第96話「お城の狸をいぶり出せ!」（1980年） - 法印の一角
    - 第106話「将軍はんて何んどすえ?」（1980年） - 亥之松
    - 第117話「虎に喰われた悪い奴」（1980年） - 角助
    - 第127話「狼の里に罠を張れ!」（1980年） - 刺客
    - 第147話「め組が架けた恋の橋」（1981年） - 用心棒
    - 第167話「提灯侍一番勝負!」(1981年） - 鬼塚十兵衛
    - 第181話「絵筆に誓った兄弟仁義」（1981年） - 大崎
    - 第193話「初雪は哀しき女の死化粧」（1982年） - 勝五郎
    - 第206話「泣くな太郎吉! 男の子」（1982年4月24日） - 本多主膳

  - 暴れん坊将軍II
    - 第4話「富士の白雪に消えた女」（1983年） - 服部
    - 第21話「裏切りを覗いた女」（1983年） - 瀬島
    - 第35話「恋の宴はせつのうおじゃる!」（1983年） - 小山田
    - 第48話「初午に燃えた江戸っ子神輿」（1984年） - 荒木左門
    - 第61話「さぎりが覗いた暗殺命令!」（1984年） - 友部
    - 第74話「猫に小判の父娘船!」（1984年） - 勝沼主膳
    - 第90話「吉宗失脚!? 初春一番の大江戸裁き!」スペシャル（1985年） - 兵藤武太夫
    - 第109話「涙が仇のあで化粧!」（1985年） - 須藤九十郎
    - 第119話「吉宗がまさか! 結婚詐欺!?」（1985年） - 真柄甚八
    - 第139話「五郎左を寝盗るか、詐欺女!?」（1986年） - 天童小四郎
    - 第154話「吉宗泣かせた悪いガキ!」（1986年） - 与作
    - 第176話「決戦前夜の仮祝言!」（1986年） - 保坂
    - 第188話「俺がまことの吉宗だ!」（1987年） - 木戸正平

  - 暴れん坊将軍III
    - 第8話「晴れて夫婦の目安箱」（1988年） - 仁村源左衛門
    - 第18話「御生母が叱った仇討姉弟」（1988年） - 浪人
    - 第33話「消えた目安箱」（1988年） - 眩雲斉
    - 第51話「庶民の夢を喰った奴!」（1989年2月11日） - 松木十之進
    - 第58話「白狐が泣いた夫婦唄!」（1989年） - 笹塚
    - 第71話「大暴れ! 但馬のヤッサ神輿」（1989年） - 長田甚右衛門
    - 第82話「帰って来た炎の男」（1989年） - 万造
    - 第115話「大岡越前、罷免さる!?」（1990年） - 六造
    - 第124話「流転笠、江戸のつむじ風」（1990年） - 猪吉

  - 暴れん坊将軍IV
    - 第3話「春の嵐、江戸城刃傷事件」（1991年） - 松浦
    - 第17話「泣くな妹よ、母ありせば!」（1991年） - 三右衛門
    - 第26話「江戸城反乱! 連判状に仕掛けられた罠!!」スペシャル（1991年） - 久保田
    - 第45話「おやこ喧嘩の大手柄!」（1992年） - 山木左門
    - 第62話「花婿新さん 晴れ姿日本一!」（1992年） - 神尾右近
    - 第74話「献上雪が飛び散った」（1992年） - 大柴左近

  - 暴れん坊将軍V
    - SP「大雪原の血煙り、吉宗を愛した復讐鬼!」（1993年）
    - 第24話「悪をあばいた潮騒の娘」（1993年） - 大目付
    - 第37話「わが恋せし上様」（1994年） - 滝十馬
    - 第43話「天下を正した切腹訴状」（1994年） - 江坂左太夫

  - 暴れん坊将軍VI
    - 第3話「若殿新さんいじめられる!」（1994年） - 村越
    - 第6話「江戸城危うし吉宗の寝所」（1994年） - 藤倉甚三郎
    - 第23話「わが子を裁く鬼の父」（1995年） - 赤松玄蕃
    - 第29話「悲恋を斬る武士道」（1995年） - 久世主膳
    - 第41話「陽気な刺客」（1995年） - 工藤軍十郎

  - 暴れん坊将軍VII
    - 第9話「吉宗よ、誰が為に泣く」（1996年） - 善助
    - 第10話「夢で拾った百両」（1996年） - 伊兵衛

  - 暴れん坊将軍VIII
    - 第21話「待たされた女の決心」（1998年） - 天満屋角兵衛

  - 暴れん坊将軍IX
    - 第8話「処刑直前! 赤ん坊を産む女囚」（1999年） - 蓬莱屋理右衛門

  - 暴れん坊将軍X
    - 第16話「顔の見えない逢瀬! 陰謀に利用された芸者の恋」（2000年） - 長崎屋
- 長七郎天下ご免!（テレビ朝日）
  - 第4話「変身!炎の京人形」（1979年）
  - 第14話「殴り込み! 鉄火娘」（1980年）- 役人
  - 第25話「春を呼ぶ鉄火飛脚」（1980年）- 山本
  - 第40話「情けで築いた江戸堤」（1980年）- 戸田
  - 第59話「明日に旅立つ娘たち」（1981年）- 岡部
  - 第76話「おかち町、無情の嵐」（1981年）- 御家人
  - 第94話「源平がたり 親子を結んだ的扇」（1981年）- 加藤
  - 第110話「春一番、みちのくの男」（1982年）- 中丸
- 雪姫隠密道中記 （MBS / 東映）
  - 第10話「身代り花嫁 危機一髪!! - 岡山 -」（1980年）
  - 第21話「襲われた御用金 - 沼津 -」（1980年）- 磯山弥五郎
  - 第26話「悲願叶った日本晴れ - 江戸 -」（1980年）
- 斬り捨て御免! （東京12チャンネル / 歌舞伎座テレビ） 
  - 第1シリーズ
    - 第2話「炎と燃える三十六番所の灯・後編」（1980年）- 紋次
    - 第12話「江戸を走る通り魔」（1980年）

  - 第2シリーズ 第17話「女恨みの辻が花」（1981年）
  - 第3リーズ
    - 第4話「女豹の牙と百万石の大陰謀」（1982年）
    - 第10話「怪盗を追え 死のおとり作戦」（1982年）
- 赤かぶ検事奮戦記II  第13話「女の裸が踊る」（1982年2月26日、ABC）
- 源九郎旅日記 葵の暴れん坊（ANB / 東映）
  - 第6話「駿府茶どころ父子みち」（1982年6月12日） - 寅
  - 第36話「奥能登にかけた蜃気楼」（1983年1月22日） - 武部又十郎
- 松平右近事件帳 （1982-83年、NTV / ユニオン映画）
  - 第1話「藪太郎参上！」- 役人
  - 第25話「人情破れ傘」- 柿谷九兵衛
  - 第36話「狼に狙われた一人娘」- 望月
  - 第47話「囮にされた放蕩息子」- 佐山
- 新・松平右近（NTV / ユニオン映画）
  - 第5話「花嫁売ります」（1983年）
  - 第13話「おいてけ堀 河童騒動」（1983年）- 辰蔵
- 新・なにわの源蔵事件帳 第9話「輸入薬のゆくえ」（1984年1月25日、NHK）
- 遠山の金さん （ANB / 東映）
  - 第1シリーズ 
    - 第2話「大追跡! 消えた大砲」（1982年）
    - 第15話「水中花! くノ一殺法」（1982年）
    - 第42話「殺しを見たのは失明の美女!」（1983年）
    - 第67話「赤い疑惑を胸に旅する少女!」（1983年）
    - 第95話「母恋いオルゴール・旅路の女!」（1984年）- 安蔵

  - 第2シリーズ 第24話「女能面殺人事件!」（1986年）- 秀
- 長七郎江戸日記（NTV / ユニオン映画）
  - 第1シリーズ
    - 第5話「風流みだれ囃子」（1983年）- 武部
    - 第20話「かけこみ寺異聞」（1984年）- 布川十左
    - 第26話「右平次が打首になる日」（1984年）- 立花
    - SP2「長七郎立つ!江戸城の対決」（1984年）- 侍
    - 第55話「春のつむじ風」（1985年）- 唐沢甚内
    - 第59話「反骨武士は死なず」（1985年）- 榊
    - 第85話「標的になった男」（1986年）- 水倉才蔵
    - 第86話「はばたけ父子鷹」（1986年）- 清田
    - 第92話「望郷子守唄」（1986年）- 陣内
    - 第108話「裏町怨み唄」（1986年）- 戸張十内
    - 第115話「殺しの配達人」（1986年）- 矢部左十郎

  - 第2シリーズ
    - 第3話「帰って来た逃亡者」（1988年）- 辻
    - 第9話「地獄を覗いた姫君」（1988年）- 小田切多門
    - 第15話「三途の橋」（1988年）- 蓑吉
    - 第24話「父子草、浮世の浪」（1988年）- 榊山海山
    - 第35話「牛吉の純情」（1988年）- 辻欣之丞

  - 第3シリーズ 第29話「現われた初恋の人」（1991年）- 安西六之助
- 三匹が斬る! シリーズ（ANB / 東映）
  - 三匹が斬る! 第13話「冬椿、越すに越されぬ女郎坂」!」（1988年）- 野崎
  - 続・三匹が斬る! 第17話「評判の、早春蘭が死を招く!」（1989年）- 仁助
  - 続続・三匹が斬る! 第16話「お茶壺が女を泣かす鬼街道」（1990年）- 小田部主膳
  - また又・三匹が斬る!
    - 第11話「名物は、女体の浮いた露天風呂」（1991年）- 綿貫
    - 第20話「献上の、茶壷に幽霊現れた!」（1991年）- 水野新十郎

  - 新・三匹が斬る!（ANB / 東映）
    - 第2話「妖怪の、美女に惚れたら命がけ」（1992年） - 平井甲兵衛
    - 第12話 「非情剣！これが噂のオオカミ男」（1992年） - 大池唐十郎
- 名奉行 遠山の金さん（ANB / 東映）
  - 第2シリーズ 第21話「花火が見ていた悪の顔」（1989年） - 富蔵
  - 第3シリーズ 
    - 第2話「怪盗の顔を見た!」（1990年） - 寅松
    - 第26話「白い肌に謎の刺青」（1991年） - 青木兵庫
- 月影兵庫あばれ旅 第1シリーズ 第4話「生きる為に忘れろ!」（1989年、TX / 松竹） - 飯田
- 将軍家光忍び旅（ANB / 東映）
  - 第1シリーズ（1990-91年）
    - 第4話「暗雲なびく女狐の湯」- 日下仙十郎
    - 第17話「とんだ埋蔵金騒動」- 赤星猪之助

  - 第2シリーズ（1992-93年）
    - 第5話「父と娘が守る無法の街!」- 空然
    - 第14話「名馬危うし! 望月牧場の黒い罠」- 川久保
- 鬼平犯科帳（CX） 
  - 第1シリーズ 第26話「流星」（1990年2月21日） - 木下与平治
  - 第3シリーズ 第15話「炎の色」（1994年4月1日） - 牛子の久八
- 江戸中町奉行所 第1シリーズ 第13話「我楽多たちの最後の賭け！」（1990年）
- 新春大型5時間時代劇SP「戦国乱世の暴れん坊 齋藤道三 怒涛の天下取り」（1991年1月3日、ANB）
- 闇を斬る!大江戸犯科帳 第15話「故郷からの恋文」（1993年、NTV）- 赤石源之丞
- 織田信長（1994年、TX / 東映） - 青山与三右衛門
- 江戸の用心棒 （NTV / ユニオン映画）
  - パートI
    - 第8話「清さん、女難の相あり」（1994年） - 望月小十郎
    - 第19話「花の吉原 人斬り魔」（1994年） - 寺内頼母

  - パートII 第15話「縁談アリ地獄」（1996年） - 菅沼紋太夫
- あばれ医者嵐山 第10話「良薬の罠」（1995年、TX / ユニオン映画） - 清水主水
- はぐれ医者・お命預かります! 第6話「臨月の女」（1995年、ANB / 東映）- 達川玄之進
- 快刀!夢一座七変化 第11話「取り戻せ! 汗と涙の二千両!!」（1997年1月30日、ANB / 東映） -  山部権六

### 映画
- 「明治の風雪」より 柔旋風（1965年、松竹）
- 続・柔旋風 四天王誕生（1965年、松竹）
- 燃えよ剣（1966年、松竹） - 永倉新八
- 天平の甍（1980年、東宝） - 大伴古麻呂
- 炎のごとく（1981年、東宝） - 本間精一郎
- 高瀬舟（1988年、ケイ・アンド・エス）
- 千利休 本覺坊遺文（1989年、東宝） - 庭師の頭

### バラエティ
- 歴史秘話ヒストリア（NHK総合）※再現パート部分の出演
  - 真田幸村編（2009年） - 真田昌幸
- 美の巨人たち「東福寺方丈 八相の庭」（2010年6月5日、テレビ東京）※再現パート部分の出演

### その他
- 武田鉄矢のショータイム（2011年、NHK BSプレミアム）